# Heinrich Pattberg
Heinrich Pattberg (* 8. August 1862 in Mülheim an der Ruhr; † 11. Mai 1934 in Kapellen bei Moers) war ein deutscher Bergbau-Manager, dessen Verdienste durch die Namensgebung der Schachtanlage Pattberg gewürdigt wurden.

## Leben und Wirken
Nach dem Besuch der Volksschule arbeitete Heinrich Pattberg zunächst auf der Zeche Bonifacius, machte dann eine kaufmännische Ausbildung und kehrte anschließend zur Zeche zurück. Nach dem Besuch der Bochumer Bergschule (1884–1887) wurde er Steiger auf der Zeche Rheinpreußen, 1888 Maschinensteiger, 1891 Obersteiger und stellvertretender Betriebsführer. 1892 trat er die Nachfolge von Heinrich Hochstrate als Grubenverwalter und technischer Leiter der Zeche an. 1899 wurde er zum Bergwerksdirektor ernannt, 1920 zum Generaldirektor. 1931 trat er in den Ruhestand.
Durch die Einführung von bergbautechnischen Neuerungen machte er sich im deutschen Bergbau einen Namen. So entwickelte er ein neues Verfahren zum Schachtabteufen im lockeren Gebirge (Stoßbohren). Sein „Compoundverfahren“ war eine erhebliche Verbesserung der bis zu dahin üblichen Methoden zum Schachtausbau. Unter Pattbergs Leitung wurde die Zeche Rheinpreußen zu einem Vorreiter bei der Mechanisierung und Rationalisierung im Ruhrbergbau. Bedeutende Neuerungen, die von ihm schon früh als richtungsweisend erkannt und eingeführt wurden, waren die Schüttelrutsche (1906), druckluftbetriebene Abbauhämmer (1922), die Bandförderung in Abbaustrecken (1926) sowie die Elektrifizierung des Untertagebetriebs (1926).
Pattberg gehörte dem Aufsichtsrat der Ruhrgas AG an, ebenso dem Vorstand des Zechenverbands und der Reichsknappschaft. Die Technische Hochschule Aachen verlieh ihm 1922 die Ehrendoktorwürde (als Dr.-Ing. E. h.), die Technische Hochschule Berlin ernannte ihn 1931 zum Ehrensenator. Die Schächte 5 und 6 der Zeche Rheinpreußen wurden 1927 zu seinen Ehren in Schachtanlage Pattberg umbenannt.
Sein jüngerer Bruder Wilhelm Pattberg (1865–1937) war ebenfalls im Bergbau tätig. Er wurde 1892 von der chinesischen Regierung als Bergwerksdirektor angeworben. Nach seiner Rückkehr aus China gründete er 1900 die Firma Wilhelm Pattberg in Essen. Heinrich Pattbergs Tochter Martha heiratete den Bergingenieur Heinrich Kost, der Pattbergs Nachfolger in der Rheinpreußen-Unternehmensleitung wurde.
Heinrich Pattberg war ab 1894 Mitglied im Verein Deutscher Ingenieure (VDI) und im VDI-Bezirksverein an der niederen Ruhr, der 1906 in Ruhrbezirksverein umbenannt wurde. Von 1920 bis 1929 war er Abgeordneter im Provinziallandtag der Rheinprovinz für die Deutsche Volkspartei.